# リプトフスキー・ミクラーシュ
リプトフスキー・ミクラーシュ （スロバキア語：Liptovský Mikuláš [ˈliptɔwskiː ˈmikulaːʂ]  発音、1952年までの市名はLiptovský Svätý Mikuláš、ハンガリー語：Liptószentmiklós、ドイツ語Liptau-Sankt Nikolaus）は、スロバキア北部ジリナ県の都市。

## 歴史
最初にリプトフスキー・ミクラーシュに関する記述がされたのは1286年のものとされる文献である。

## 地理
リプトフスキー・ミクラーシュは標高577メートル地点にあり、面積は70.1平方キロメートルである。

## 統計
2001年調査によると、リプトフスキー・ミクラーシュの人口は33,007人である。94.07%はスロバキア人、2.30%がロマ人、2.10%はチェコ人、0.27%はハンガリー人である。信仰は34.48%はカトリック教会、32.26%は無信仰、26.85%がルーテル教会に属する。

## 姉妹都市
- キシュケーレシュ（英語版）（ハンガリー）
- カラマリア（英語版）（ギリシャ）
- アヌシー（フランス）
- オパヴァ（チェコ）
- ディンケラント（オランダ）
- ガランタ（スロバキア）
- ケミ（フィンランド）
- スロヴェンスケ・コニツェ（スロベニア）

## 出身者
- ヤーン・レヴォスラフ・ベラ - 作曲家、指揮者